# Jeppe Jakobsen
Jeppe Jakobsen (født i 1988) er en dansk politiker, som har repræsenteret Dansk Folkeparti i Region Sjælland som regionsrådsmedlem siden januar 2014 samt som kommunalbestyrelsesmedlem i Kalundborg Kommune siden januar 2010 og frem til Folketingsvalget 2015, hvor han med 2.255 stemmer blev medlem af Folketinget. Han var opstillet i Sjællands Storkreds og spidskandidat i Holbæk-kredsen. Ved kommunalvalget i 2017 sikrede han sig en plads i Holbæk Byråd, og et formandskab i udvalget for Ældre og sundhed. Udover hans politiske arbejde, har han siden 2010 arbejdet som pædagogmedhjælper. Han har tidligere været ansat som lærervikar og i hæren.
Efter at han i 2021 forlod Dansk Folkeparti, var han løsgænger frem til 26. august 2024, hvor han meddelte, at han har meldt sig ind i Socialdemokratiet.